# 阳谷站
阳谷站位于中华人民共和国山东省聊城市阳谷县博济桥街道站前街，是京九铁路的一座火车站，等级为四等站，距北京西站468公里，距常平站1,847公里，本站及相邻上下行区间均为电气化区段。车站建于1996年，办理客运、货运业务。